# Železniško postajališče Žirovnica
Železniško postajališče Žirovnica je ena izmed železniških postajališč v Sloveniji, ki oskrbuje bližnje naselje Žirovnica.